# Fyzická geografie Spojených států amerických

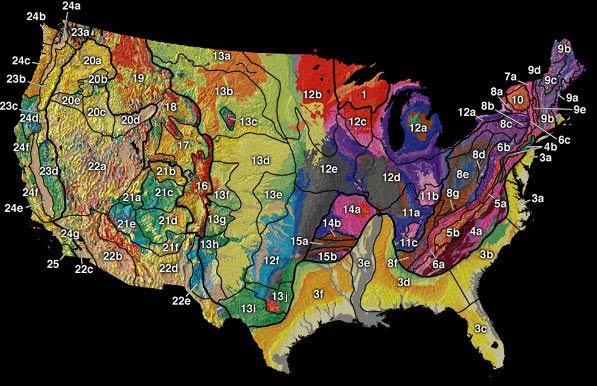
Fyzicko-geografické regiony Spojených států: Laurentinská vrchovina (1), Atlantská nížina (2-3), Appalačská vrchovina (4-10), Vnitřní roviny (11-13), Vnitřní vysočiny (14-15), Skalnaté hory (16-19), Oblast plošin, pánví a hřbetů (20-22), Pacifické pobřežní pásmo (23-25)

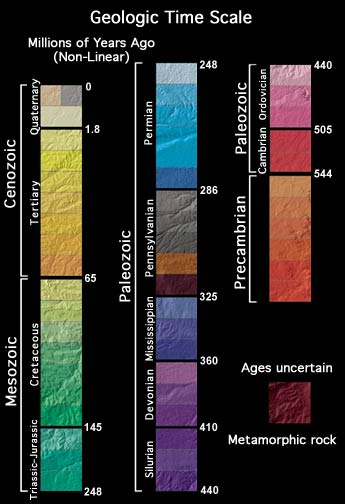
Geologické stáří regionů, provincií a oblastí (v milionech let)

Regiony fyzické geografie Spojených států amerických.
Spojené státy se dělí na 8 fyzicko-geografických regionů, dále 25 provincií a 85 sekcí. Toto členění vychází především z díla Nevina Fennemana Physiographic Subdivision of the United States z roku 1917,
později podrobněji rozpracované v dalších dvou knihách. Současně je toto členění fyzické geografie Spojených států také oficiálně prezentované vědeckou vládní agenturou United States Geological Survey.

## Regiony fyzické geografie Spojených států
| Region                                                     | Provincie                                                     | Sekce                                                                |
| ---------------------------------------------------------- | ------------------------------------------------------------- | -------------------------------------------------------------------- |
| I. Laurentinská vrchovina (Laurentian Upland)              | 1. Superiorská vrchovina (Superior Upland)                    | 1. Superiorská vrchovina (Superior Upland)                           |
| II. Atlantská rovina (Atlantic Plain)                      | 2. Kontinentální šelf                                         | 2. Kontinentální šelf                                                |
| II. Atlantská rovina (Atlantic Plain)                      | 3. Pobřežní nížiny (Coastal Plain)                            | 3a. Zálivové pobřeží (Embayed section)                               |
| II. Atlantská rovina (Atlantic Plain)                      | 3. Pobřežní nížiny (Coastal Plain)                            | 3b. Ostrovní pobřeží (Sea Island section)                            |
| II. Atlantská rovina (Atlantic Plain)                      | 3. Pobřežní nížiny (Coastal Plain)                            | 3c. Poloostrov Florida (Floridian section)                           |
| II. Atlantská rovina (Atlantic Plain)                      | 3. Pobřežní nížiny (Coastal Plain)                            | 3d. Východní nížina Mexického zálivu (East Gulf Coastal Plain)       |
| II. Atlantská rovina (Atlantic Plain)                      | 3. Pobřežní nížiny (Coastal Plain)                            | 3e. Mississippská nížina (Mississippi Alluvial Plain)                |
| II. Atlantská rovina (Atlantic Plain)                      | 3. Pobřežní nížiny (Coastal Plain)                            | 3f. Západní nížina Mexického zálivu (West Gulf Coastal Plain)        |
| III. Appalačské hory (Appalachian Highlands)               | 4. Předhůří (Piedmont)                                        | 4a. Piedmontská vrchovina (Piedmont Upland)                          |
| III. Appalačské hory (Appalachian Highlands)               | 4. Předhůří (Piedmont)                                        | 4b. Piedmontská nížina (Piedmont Lowlands)                           |
| III. Appalačské hory (Appalachian Highlands)               | 5. Modré hory (Blue Ridge province)                           | 5a. Severní část (Northern section)                                  |
| III. Appalačské hory (Appalachian Highlands)               | 5. Modré hory (Blue Ridge province)                           | 5b. Jižní část (Southern section)                                    |
| III. Appalačské hory (Appalachian Highlands)               | 6. Appalačské hřbety a údolí (Ridge-and-Valley Appalachians)  | 6a. Oblast Tennessee (Tennessee section)                             |
| III. Appalačské hory (Appalachian Highlands)               | 6. Appalačské hřbety a údolí (Ridge-and-Valley Appalachians)  | 6b. Střední část (Middle section)                                    |
| III. Appalačské hory (Appalachian Highlands)               | 6. Appalačské hřbety a údolí (Ridge-and-Valley Appalachians)  | 6c. Údolí řeky Hudson (Hudson Valley)                                |
| III. Appalačské hory (Appalachian Highlands)               | 7. Údolí řeky sv. Vavřince (St. Lawrence Valley)              | 7a. Údolí Champlainova jezera (Champlain section)                    |
| III. Appalačské hory (Appalachian Highlands)               | 7. Údolí řeky sv. Vavřince (St. Lawrence Valley)              | 7b. Severní část (Northern section)                                  |
| III. Appalačské hory (Appalachian Highlands)               | 8. Appalačské plošiny (Appalachian Plateau)                   | 8a. Údolí řeky Mohawk (Mohawk Valley section)                        |
| III. Appalačské hory (Appalachian Highlands)               | 8. Appalačské plošiny (Appalachian Plateau)                   | 8b. Catskillské hory (Catskill section)                              |
| III. Appalačské hory (Appalachian Highlands)               | 8. Appalačské plošiny (Appalachian Plateau)                   | 8c. Jihonewyorská oblast (Southern New York section)                 |
| III. Appalačské hory (Appalachian Highlands)               | 8. Appalačské plošiny (Appalachian Plateau)                   | 8d. Alleghenská plošina (Allegheny Plateau section)                  |
| III. Appalačské hory (Appalachian Highlands)               | 8. Appalačské plošiny (Appalachian Plateau)                   | 8e. Oblast Kanawha (Kanawha section)                                 |
| III. Appalačské hory (Appalachian Highlands)               | 8. Appalačské plošiny (Appalachian Plateau)                   | 8f. Cumberlandská plošina (Cumberland Plateau section)               |
| III. Appalačské hory (Appalachian Highlands)               | 8. Appalačské plošiny (Appalachian Plateau)                   | 8g. Cumberlandské hory (Cumberland Mountain section)                 |
| III. Appalačské hory (Appalachian Highlands)               | 9. Nová Anglie (New England Province)                         | 9a. Pobřežní nížiny (Seaboard Lowland section)                       |
| III. Appalačské hory (Appalachian Highlands)               | 9. Nová Anglie (New England Province)                         | 9b. Vrchovina Nové Anglie (New England Upland section)               |
| III. Appalačské hory (Appalachian Highlands)               | 9. Nová Anglie (New England Province)                         | 9c. Bílé hory (White Mountain section)                               |
| III. Appalačské hory (Appalachian Highlands)               | 9. Nová Anglie (New England Province)                         | 9d. Zelené hory (Green Mountain section)                             |
| III. Appalačské hory (Appalachian Highlands)               | 9. Nová Anglie (New England Province)                         | 9e. Taconic Mountains (Taconic section)                              |
| III. Appalačské hory (Appalachian Highlands)               | 10. Adirondacké pohoří (Adirondack province)                  |                                                                      |
| IV. Vnitřní roviny (Interior Plains)                       | 11. Vnitřní plošiny (Interior Low Plateaus)                   | 11a. Highland Rim                                                    |
| IV. Vnitřní roviny (Interior Plains)                       | 11. Vnitřní plošiny (Interior Low Plateaus)                   | 11b. Lexingtonská plošina (Lexington Plain)                          |
| IV. Vnitřní roviny (Interior Plains)                       | 11. Vnitřní plošiny (Interior Low Plateaus)                   | 11c. Nashvillská pánev (Nashville Basin)                             |
| IV. Vnitřní roviny (Interior Plains)                       | 12. Centrální roviny (Central Lowland)                        | 12a. Východní pánev Velkých jezer (Eastern Lake)                     |
| IV. Vnitřní roviny (Interior Plains)                       | 12. Centrální roviny (Central Lowland)                        | 12b. Západní pánev Velkých jezer (Western Lake)                      |
| IV. Vnitřní roviny (Interior Plains)                       | 12. Centrální roviny (Central Lowland)                        | 12c. Wisconsinská nezaledněná oblast (Wisconsin Driftless)           |
| IV. Vnitřní roviny (Interior Plains)                       | 12. Centrální roviny (Central Lowland)                        | 12d. Plošiny starého zalednění (Till Plains)                         |
| IV. Vnitřní roviny (Interior Plains)                       | 12. Centrální roviny (Central Lowland)                        | 12e. Předledovcové pahorkatiny (Dissected Till Plains)               |
| IV. Vnitřní roviny (Interior Plains)                       | 12. Centrální roviny (Central Lowland)                        | 12f. Osagské roviny (Osage Plains)                                   |
| IV. Vnitřní roviny (Interior Plains)                       | 13. Velké roviny (Great Plains)                               | 13a. Zaledněná Missourská plošina (Missouri Plateau - glaciated)     |
| IV. Vnitřní roviny (Interior Plains)                       | 13. Velké roviny (Great Plains)                               | 13b. Nezaledněná Missourská plošina (Missouri Plateau - unglaciated) |
| IV. Vnitřní roviny (Interior Plains)                       | 13. Velké roviny (Great Plains)                               | 13c. Černé vrchy (Black Hills)                                       |
| IV. Vnitřní roviny (Interior Plains)                       | 13. Velké roviny (Great Plains)                               | 13d. Vysoké roviny (High Plains)                                     |
| IV. Vnitřní roviny (Interior Plains)                       | 13. Velké roviny (Great Plains)                               | 13e. Plains Border                                                   |
| IV. Vnitřní roviny (Interior Plains)                       | 13. Velké roviny (Great Plains)                               | 13f. Koloradská piedmontní plošina (Colorado Piedmont)               |
| IV. Vnitřní roviny (Interior Plains)                       | 13. Velké roviny (Great Plains)                               | 13g. Ratonské plošiny (Raton)                                        |
| IV. Vnitřní roviny (Interior Plains)                       | 13. Velké roviny (Great Plains)                               | 13h. Údolí řeky Pecos (Pecos Valley)                                 |
| IV. Vnitřní roviny (Interior Plains)                       | 13. Velké roviny (Great Plains)                               | 13i. Edwards Plateau                                                 |
| IV. Vnitřní roviny (Interior Plains)                       | 13. Velké roviny (Great Plains)                               | 13j. Střední Texas (Central Texas)                                   |
| V. Vnitřní vysočiny (Interior Highlands)                   | 14. Plošina Ozark (Ozark Plateaus)                            | 14a. Springfieldsko-salemské plošiny (Springfield-Salem plateaus)    |
| V. Vnitřní vysočiny (Interior Highlands)                   | 14. Plošina Ozark (Ozark Plateaus)                            | 14b. Bostonské hory (Boston Mountains)                               |
| V. Vnitřní vysočiny (Interior Highlands)                   | 15. Ouachita (Ouachita province)                              | 15a. Arkansaské údolí (Arkansas Valley)                              |
| V. Vnitřní vysočiny (Interior Highlands)                   | 15. Ouachita (Ouachita province)                              | 15b. Pohoří Ouachita (Ouachita Mountains)                            |
| VI. Skalnaté hory (Rocky Mountain Systém)                  | 16. Jižní Skalnaté hory (Southern Rocky Mountains)            | 16. Jižní Skalnaté hory (Southern Rocky Mountains)                   |
| VI. Skalnaté hory (Rocky Mountain Systém)                  | 17. Wyomingská pánev (Wyoming Basin)                          |                                                                      |
| VI. Skalnaté hory (Rocky Mountain Systém)                  | 18. Střední Skalnaté hory (Middle Rocky Mountains)            |                                                                      |
| VI. Skalnaté hory (Rocky Mountain Systém)                  | 19. Severní Skalnaté hory (Northern Rocky Mountains)          |                                                                      |
| VII. Oblast plošin, pánví a hřbetů (Intermontane Plateaus) | 20. Kolumbijská plošina (Columbia Plateau)                    | 20a. Plošina Walla Walla (Walla Walla Plateau)                       |
| VII. Oblast plošin, pánví a hřbetů (Intermontane Plateaus) | 20. Kolumbijská plošina (Columbia Plateau)                    | 20b. Oblast Blue Mountain (Blue Mountain section)                    |
| VII. Oblast plošin, pánví a hřbetů (Intermontane Plateaus) | 20. Kolumbijská plošina (Columbia Plateau)                    | 20c. Oblast Payette (Payette section)                                |
| VII. Oblast plošin, pánví a hřbetů (Intermontane Plateaus) | 20. Kolumbijská plošina (Columbia Plateau)                    | 20d. Snake River Plain                                               |
| VII. Oblast plošin, pánví a hřbetů (Intermontane Plateaus) | 20. Kolumbijská plošina (Columbia Plateau)                    | 20e. Harneyská oblast (Harney section)                               |
| VII. Oblast plošin, pánví a hřbetů (Intermontane Plateaus) | 21. Koloradská plošina (Colorado Plateaus)                    | 21a. Vysoké plošiny (High Plateaus of Utah)                          |
| VII. Oblast plošin, pánví a hřbetů (Intermontane Plateaus) | 21. Koloradská plošina (Colorado Plateaus)                    | 21b. Pánev Uinta (Uinta Basin)                                       |
| VII. Oblast plošin, pánví a hřbetů (Intermontane Plateaus) | 21. Koloradská plošina (Colorado Plateaus)                    | 21c. Země kaňonů (Canyon Lands)                                      |
| VII. Oblast plošin, pánví a hřbetů (Intermontane Plateaus) | 21. Koloradská plošina (Colorado Plateaus)                    | 21d. Navajská oblast (Navajo section)                                |
| VII. Oblast plošin, pánví a hřbetů (Intermontane Plateaus) | 21. Koloradská plošina (Colorado Plateaus)                    | 21e. Oblast Velkého kaňonu (Grand Canyon section)                    |
| VII. Oblast plošin, pánví a hřbetů (Intermontane Plateaus) | 21. Koloradská plošina (Colorado Plateaus)                    | 21f. Datilská oblast (Datil section)                                 |
| VII. Oblast plošin, pánví a hřbetů (Intermontane Plateaus) | 22. Oblast pánví a hřbetů (Basin and Range Province)          | 22a. Velká pánev (Great Basin section)                               |
| VII. Oblast plošin, pánví a hřbetů (Intermontane Plateaus) | 22. Oblast pánví a hřbetů (Basin and Range Province)          | 22b. Sonorská poušť (Sonoran Desert)                                 |
| VII. Oblast plošin, pánví a hřbetů (Intermontane Plateaus) | 22. Oblast pánví a hřbetů (Basin and Range Province)          | 22c. Saltonský prolom (Salton Trough)                                |
| VII. Oblast plošin, pánví a hřbetů (Intermontane Plateaus) | 22. Oblast pánví a hřbetů (Basin and Range Province)          | 22d. Mexická vysočina (Mexican Highland)                             |
| VII. Oblast plošin, pánví a hřbetů (Intermontane Plateaus) | 22. Oblast pánví a hřbetů (Basin and Range Province)          | 22e. Oblast Sacramento (Sacramento section                           |
| VIII. Pacifické pobřežní pásmo (Pacific Mountain System)   | 23. Kaskádové pohoří-Sierra Nevada (Cascade-Sierra Mountains) | 23a. Severní Kaskádové pohoří (Northern Cascade Mountains)           |
| VIII. Pacifické pobřežní pásmo (Pacific Mountain System)   | 23. Kaskádové pohoří-Sierra Nevada (Cascade-Sierra Mountains) | 23b. Střední Kaskádové pohoří (Middle Cascade Mountains)             |
| VIII. Pacifické pobřežní pásmo (Pacific Mountain System)   | 23. Kaskádové pohoří-Sierra Nevada (Cascade-Sierra Mountains) | 23c. Jižní Kaskádové pohoří (Southern Cascade Mountains)             |
| VIII. Pacifické pobřežní pásmo (Pacific Mountain System)   | 23. Kaskádové pohoří-Sierra Nevada (Cascade-Sierra Mountains) | 23d. Sierra Nevada                                                   |
| VIII. Pacifické pobřežní pásmo (Pacific Mountain System)   | 24. Pacifické pobřeží (Pacific Border province)               | 24a. Pugetův záliv (Puget Trough)                                    |
| VIII. Pacifické pobřežní pásmo (Pacific Mountain System)   | 24. Pacifické pobřeží (Pacific Border province)               | 24b. Olympijské pohoří (Olympic Mountains)                           |
| VIII. Pacifické pobřežní pásmo (Pacific Mountain System)   | 24. Pacifické pobřeží (Pacific Border province)               | 24c. Oregonské pobřežní pásmo (Oregon Coast Range)                   |
| VIII. Pacifické pobřežní pásmo (Pacific Mountain System)   | 24. Pacifické pobřeží (Pacific Border province)               | 24d. Klamatské hory (Klamath Mountains)                              |
| VIII. Pacifické pobřežní pásmo (Pacific Mountain System)   | 24. Pacifické pobřeží (Pacific Border province)               | 24e. Velké kalifornské údolí (California Trough)                     |
| VIII. Pacifické pobřežní pásmo (Pacific Mountain System)   | 24. Pacifické pobřeží (Pacific Border province)               | 24f. Kalifornské pobřežní pásmo (California Coast Ranges)            |
| VIII. Pacifické pobřežní pásmo (Pacific Mountain System)   | 24. Pacifické pobřeží (Pacific Border province)               | 24g. Transverse Ranges                                               |
| VIII. Pacifické pobřežní pásmo (Pacific Mountain System)   | 25. Peninsular Ranges (Lower California province)             |                                                                      |